# Georgijs Pujacs
Georgijs Pujacs (Riga, 11 giugno 1981) è un hockeista su ghiaccio lettone.

## Carriera
Nel corso della sua carriera ha indossato finora, tra le altre, le maglie di HK Liepājas Metalurgs (2000-2004), Örebro HK (2003/04), Elmira Jackals (2004/05), HK Riga 2000 (2005-2006), HC Lada Togliatti (2007/08, 2008/09), HC Dinamo Minsk (2007/08), Dinamo Riga (2008/09, 2013-2015), Sibir' Novosibirsk (2009-2012), Avangard Omsk (2011-2013) e Neftechimik Nižnekamsk (2014/15).
Con la nazionale lettone ha preso parte finora a tre edizioni delle Olimpiadi invernali (2006, 2010 e 2014) e a diverse edizioni dei campionati mondiali a partire dal 2006.